# Sugar Grove (West Virginia)
Sugar Grove ist ein kleiner Ort im Pendleton County, West Virginia. Sein ZIP Code is 26815. Das Militär kam 1955 in den Ort. Die nahegelegene Sugar Grove Station wird von der National Security Agency betrieben.